# Strävpelare

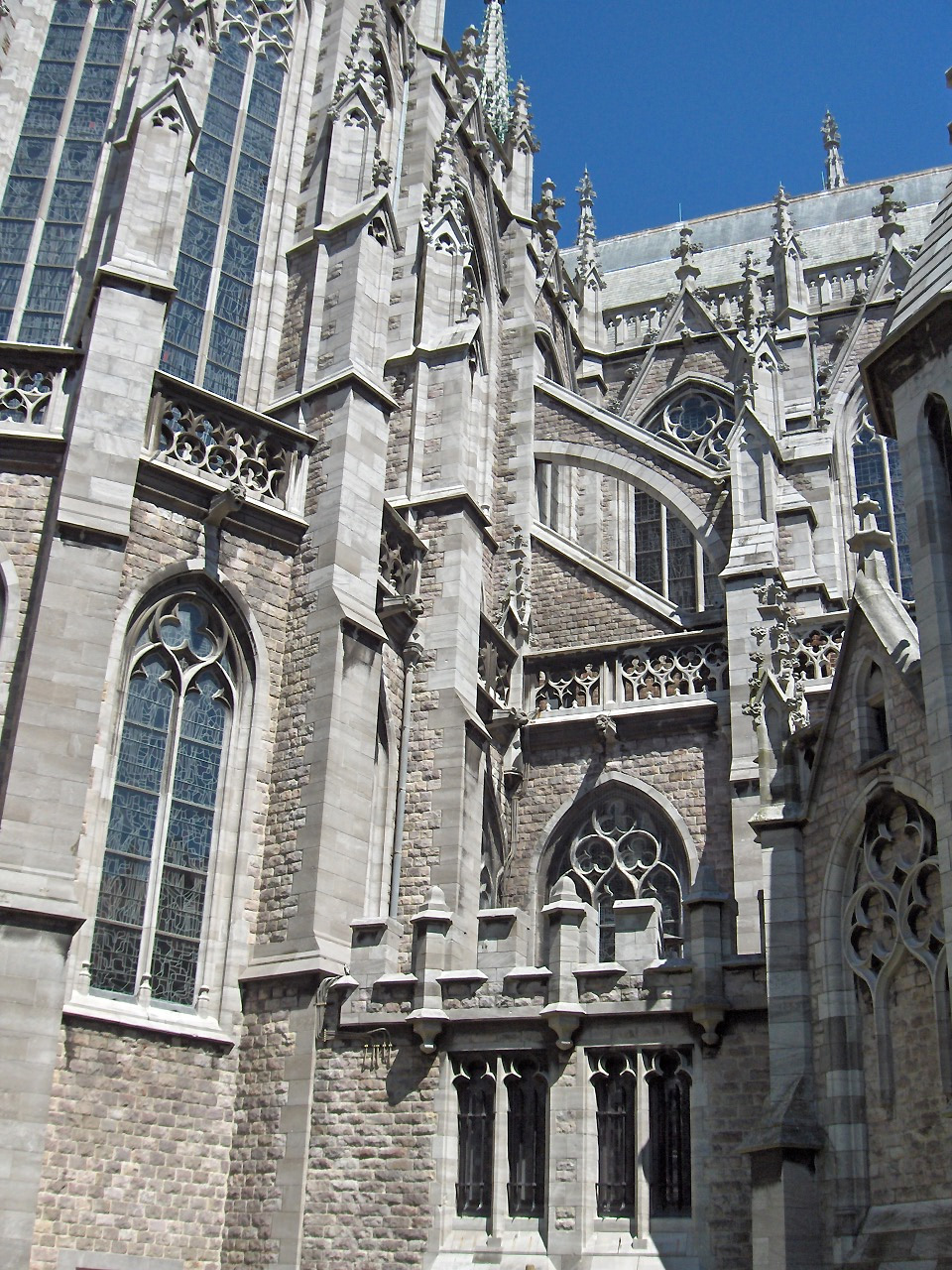
Strävsystemet med engagerade och fristående strävpelare samt strävbåge och fialer på den nygotiska Sint-Petrus-en-Pauluskerk i Oostende i Belgien.

Strävpelare eller kontrefort är ett utvändigt, ibland fristående, strukturellt element i framför allt den gotiska arkitekturen, avsett att uppta det horisontella trycket från till exempel ett valv inuti en kyrka, ofta via en strävbåge. Genom strävpelare avlastas muren som därmed kan göras tunnare eller till och med helt ersättas med fönster. 